# بلدرچین بیشه‌ای رنگین
بلدرچین بیشه‌ای رنگین (نام علمی: Perdicula erythrorhyncha) نام یک گونه از سرده بلدرچین‌های بیشه‌ای است.